# وروار ليلي
الوروار الليلي (الاسم العلمي:Nyctyornis) هو جنس من الطيور يتبع فصيلة الوروارية من رتبة الشقراقيات.

## أنواع
- وروار أحمر اللحية (الاسم العلمي:Nyctyornis amictus)
- وروار أزرق اللحية (الاسم العلمي:Nyctyornis athertoni)